# Boldor
 Boldor, románul:  Boldur, falu Romániában, a Bánságban, Temes megyében, Boldor központja. Az első világháborúig Krassó-Szörény vármegye, Lugosi járásához tartozott.

## Nevének változásai
1839-ben,  1863-1900-ig Boldur.

## Népessége
- 1900-ban 4680 lakosából 4178 volt román, 342 magyar, 102 német, 58 egyéb (4 szerb, 1 horvát és 5 szlovák) anyanyelvű; 3733  ortodox, 505 görögkatolikus, 376 római katolikus, 38 izraelita, 21 református és 7 evangélikus  vallású.
- 1992-ben 2594 lakosából 2470 volt román, 60 magyar, 4 német és 60 egyéb (20  cigány, 36 ukrán és 1 cseh) nemzetiségű, 2299 ortodox,  129 görögkatolikus, 65 római katolikus, 4 református és 97 egyéb (18 baptista, 41 baptista, 32 adventista) vallású.
- 2002-ben a 2567 lakosából 2446 volt román,  51 magyar, 50 ukrán, 13 cigány, 6 német és 1 cseh, 2161 ortodox, 183 görögkatolikus, 63 pünkösdista, 57 római katolikus, 56 baptista, 30 adventista 16 református és 1 ateista.